# Kálmán Mikszáth
Dans le nom hongrois Mikszáth Kálmán, le nom de famille précède le prénom, mais cet article utilise l’ordre habituel en français Kálmán Mikszáth, où le prénom précède le nom.
Kálmán Mikszáth ([ˈkaːlmaːn], [ˈmiksaːt], 16 janvier 1847 - 28 mai 1910) est un romancier, journaliste et homme politique hongrois.

## Biographie
Mikszáth naît à Szklabonya (aujourd'hui Sklabiná en Slovaquie) dans une famille de petite noblesse hongroise, sous l'empire des Habsbourg. Il fait des études de droit à l'université de Budapest de 1866 à 1869 sans obtenir de diplôme, puis écrit dans de nombreux journaux hongrois, dont le journal de Pest.
Sa carrière littéraire commence difficilement, car son style ne correspond aux normes de son époque et les éditeurs suppriment souvent des passages entiers. Son premier recueil paraît en deux volumes en 1874, il porte le titre Elbeszélések (« Fictions »), mais sa parution passe assez inaperçue. Pendant quelques années il travaille pour des journaux, mais devant le peu de succès, il a déménagé à Szeged en tant que journaliste. C'est l’inondation de Szeged en 1879 qui lui inspirera les œuvres avec lesquelles il rencontrera finalement le succès. 
En 1881, il rentre à Budapest et collabore au journal intitulé Ország-Világ (« pays-monde », expression utilisée pour désigner la sphère publique) et à d'autres journaux. Dans un premier temps, ses contributions sont modestes mais il devient rapidement populaire et utilise souvent le pseudonyme « Scarron ». Il est, avec Mór Jókai, l'un des auteurs les plus appréciés.
En 1881, il est élu membre de la Société Petőfi (Petőfi Társaság) et en 1882 de la Société Kisfaludy. En 1889, il devient membre de l’Académie hongroise des sciences. Après les succès littéraires, il se lance avec succès en politique. Il se marie avec Ilona Mauks en 1882, avec qui il a trois fils, Kálmán, János et Albert.  
Le 15 juillet 1896 il prend la présidence de la Société des journalistes à Budapest. En 1907 il reçoit le grand prix de l’Académie hongroise des sciences pour ses ouvrages. En 1910 il célèbre le quarantième anniversaire du début de sa carrière littéraire. Il tombe ensuite malade à Máramarossziget et meurt quelques jours plus tard, le 28 mai 1910. Le nom de son village natal, Szklabonya, a été changé en Mikszáthfalva (« village de Mikszáth »).
Dès ses premières nouvelles, il décrivaient déjà la vie de paysans et d'artisans et les anecdotes humoristiques qu'on retrouvera dans ses œuvres ultérieures. La plupart de ses romans décrivaient la société, parfois d'un ton satirique. Ils devinrent ensuite de plus en plus critiques envers l'aristocratie, et le fardeau qu'elle faisait peser sur la société hongroise.
Mikszáth fut membre du parti libéral hongrois et fut élu en 1887 à l'Assemblée nationale de Hongrie.

## Livres
" Pipacsok a buzaban ", chez Revai Testevérek Kiadasa, Budapest, 2ème édition, 1893

## Sources
- (hu) Ágnes Kenyeres (dir.), Magyar életrajzi lexikon [« Encyclopédie biographique hongroise »], Budapest, Akadémiai kiadó, 1969, « Mikszáth Kálmán »
- (hu) József Szinnyei, Magyar írók élete és munkái [« Vie et œuvres des écrivains hongrois »], Budapest, Hornyánszky, 1891–1914, « Mikszáth Kálmán (kis-csoltói) »
- Laszlo Boka, Cinq figures du passé : Kálmán Mikszáth, in Revue Europe no 411-412, Littérature Hongroise, 1963, p. 53-55